# Gerogery
Gerogery är en ort i Australien. Den ligger i kommunen Greater Hume Shire och delstaten New South Wales, i den sydöstra delen av landet, omkring 440 kilometer sydväst om delstatshuvudstaden Sydney. Antalet invånare är 979.
Runt Gerogery är det mycket glesbefolkat, med 4 invånare per kvadratkilometer.. Närmaste större samhälle är Jindera, omkring 17 kilometer sydväst om Gerogery. 
Trakten runt Gerogery består till största delen av jordbruksmark. Genomsnittlig årsnederbörd är 925 millimeter. Den regnigaste månaden är mars, med i genomsnitt 119 mm nederbörd, och den torraste är oktober, med 47 mm nederbörd.